# Les Masques de Nyarlathotep

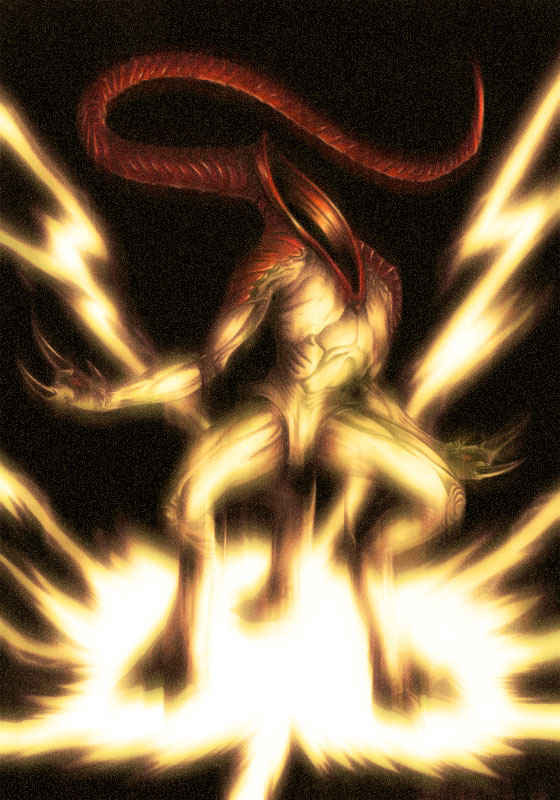
Nyarlathotep sous l'apparence adorée par les adeptes du culte de la Langue sanglante.

Les Masques de Nyarlathotep est une campagne pour le jeu de rôle L'Appel de Cthulhu écrite principalement par Larry DiTillio et Lynn Willis et publiée pour la première fois par Chaosium en 1984.
Cette campagne est composée de plusieurs épisodes qui peuvent être joués séparément ou dans le désordre, et qui se déroulent dans des villes et des pays différents : New York, Le Caire, le Kenya, Londres et Shanghai. Elle se déroule en 1925. Un chapitre qui se déroule en Australie est absent de la première édition des Masques de Nyarlathotep, et a, à la place, été publié dans le supplément Terror Australis ; ce chapitre a ensuite été inclus dans L'Intégrale des masques de Nyarlathotep, ainsi que dans la réédition de 2012.

## Scénario
En avril 1919, Roger Carlyle, un richissime play-boy New-Yorkais, décide de financer et d'organiser une expédition archéologique. Accompagné des plus éminents égyptologues, photographes et médecins du moment, l'expédition fait une escale de quelques semaines à Londres afin de préparer les fouilles et d'étudier divers documents, avant de se rendre en Égypte, dans les régions de Gizeh, de Saqqarah et de Dahchour. Après deux mois de recherches, l'expédition décide d'aller se reposer quelques semaines au Kenya. Le groupe part pour un safari-photo de plusieurs jours le 3 août, et disparait. Il apparaît rapidement qu'il s'agit d'un crime à caractère raciste, et plusieurs membres d'une tribu kényane sont jugés et pendus. L'expédition de secours dirigée par la sœur de Roger Carlyle découvre un an plus tard les restes de l'expédition. Si les corps ne sont plus identifiables, le contenu des bagages prouve qu'il s'agit de l'expédition disparue.
Quelques années plus tard, Jackson Elias, un reporter spécialisé dans les cultes religieux d'Afrique et d'Asie, envoie un télégramme à son éditeur, lui indiquant qu'il possède des informations sur l'expédition Carlyle et qu'il dispose de documents prouvant que certains de ses membres ne sont pas morts. Il charge son vieil ami de trouver une équipe d'investigateurs susceptibles de l'aider dans ses recherches, et leur donne rendez-vous dans un hôtel. La campagne commence alors que les personnages sont sur le point de le rencontrer.

## Histoire éditoriale
La campagne The Masks of Nyarlathotep est publiée pour la première fois en 1984 par Chaosium, puis traduite en français dans la foulée par Jeux Descartes sous le titre Les Masques de Nyarlathoptep. Trois autres éditions voient le jour. La troisième, publiée en 1998 et intitulée L'Intégrale des masques de Nyarlathotep, contient un chapitre et des épisodes intermédiaires inédits. Enfin, les Éditions Sans-Détour rééditent en 2012 l'intégralité de la campagne (y compris le chapitre australien) dans une version plus détaillée (un peu moins de 700 pages de textes répartis dans 8 livres). Cette dernière version est compatible avec la 6e édition du jeu de rôle L'Appel de Cthulhu.

## Récompenses
En 1997, le magazine de jeux de rôle Casus Belli a nommé la campagne des Masques de Nyarlathotep meilleur supplément de jeu de rôle de tous les temps ex-æquo avec la campagne de L'Ennemi intérieur, une campagne de Warhammer.  Les votants étaient dix-huit personnalités du jeu de rôle français.

## Sources et références